# Ticão
Carlos Augusto Bertoldi (tiếng Trung: 狄卡奧; sinh ngày 7 tháng 2 năm 1985 ở Curitiba), hay đơn giản Ticão,  là một cầu thủ bóng đá người Brasil hiện tại thi đấu cho câu lạc bộ tại Giải bóng đá ngoại hạng Hồng Kông Southern.

## Thống kê

### Sự nghiệp câu lạc bộ
Tính đến 19 tháng 12 năm 2016, bảng chỉ biểu thị thống kê ở Hồng Kông.
| Câu lạc bộ          | Mùa giải            | Hạng đấu            | Giải vô địch | Giải vô địch | Cúp     | Cúp       | Cúp Liên đoàn | Cúp Liên đoàn | Châu lục | Châu lục  | Khác    | Khác      | Tổng    | Tổng      |
| Câu lạc bộ          | Mùa giải            | Hạng đấu            | Số trận      | Bàn thắng    | Số trận | Bàn thắng | Số trận       | Bàn thắng     | Số trận  | Bàn thắng | Số trận | Bàn thắng | Số trận | Bàn thắng |
| ------------------- | ------------------- | ------------------- | ------------ | ------------ | ------- | --------- | ------------- | ------------- | -------- | --------- | ------- | --------- | ------- | --------- |
| South China         | 2012–13             | Hạng nhất           | 16           | 2            | 7       | 1         | 0             | 0             | 0        | 0         | 0       | 0         | 23      | 3         |
| South China         | 2013–14             | Hạng nhất           | 14           | 0            | 12      | 1         | 0             | 0             | 0        | 0         | 0       | 0         | 26      | 1         |
| Yuen Long           | 2016–17             | Premier League      | 19           | 0            | 1       | 0         | 0             | 0             | 0        | 0         | 1       | 0         | 21      | 0         |
| Tổng cộng sự nghiệp | Tổng cộng sự nghiệp | Tổng cộng sự nghiệp | 49           | 2            | 20      | 2         | 0             | 0             | 0        | 0         | 1       | 0         | 70      | 4         |

## Danh hiệu
Sport Club do Recife
- Pernambuco State League: 2006, 2007

Yuen Long
- Hồng Kông Senior Shield: 2017–18

## Contract
- Náutico (mượn) 1 tháng 1 năm 2008 to 31 tháng 12 năm 2008
- Atlético-PR 1 tháng 1 năm 2008 to 1 tháng 1 năm 2010